# 陈立泉
陈立泉（1940年3月29日—），四川南充人，中国工程院院士，现任中科院物理所研究员。

## 履历[1]
- 1964年，毕业于中国科学技术大学。
- 2001年，当选中国工程院院士。
- 2004年至今，任中国硅酸盐学会副理事长。
- 2007年，获国际电池材料协会终生成就奖。